# Aljaksej Ryas
Aljaksej Manuėlevič Ryas (in bielorusso Аляксей Мануэлевіч Рыас?, in russo Алексей Мануэлевич Риос?, in spagnolo: Alexei Manuelevich Ríos; Minsk, 14 maggio 1987) è un ex calciatore bielorusso, di ruolo centrocampista.

## Carriera

### Club
Ha sempre giocato nel campionato bielorusso.

### Nazionale
Ha esordito in Nazionale nel 2016.

## Palmarès

### Club

#### Competizioni nazionali
- Campionato bielorusso: 4

BATĖ Borisov: 2015, 2016, 2017, 2018
- Coppa di Bielorussia: 2

Šachcër Salihorsk: 2013-2014
BATĖ Borisov: 2014-2015
- Supercoppa di Bielorussia: 3

BATĖ Borisov: 2015, 2016, 2017